# Neoptilia malvacearum
Neoptilia malvacearum ang. Hollyhock Sawfly – gatunek błonkówki  z rodziny obnażaczowatych i podrodziny Sterictiphorinae.

## Zasięg występowania
Ameryka Północna, występuje w Arizonie, Nowym Meksyku i płd. Teksasie w USA, oraz w płn. Meksyku.

## Budowa ciała
Gąsienice mają ubarwienie żółte do pomarańczowego. U imago głowa jest czarna, zaś tułów i odwłok pomarańczowe.

## Biologia i ekologia
Roślinami żywicielskimi są rośliny z rodziny ślazowatych, m.in. malwa różowa oraz gatunki z rodzajów sferomalwa, malvastrum i ślaz.